# Tobias Tröger
Tobias Tröger (* 1972 in München) ist ein deutscher Rechtswissenschaftler und Hochschullehrer an der Johann Wolfgang Goethe-Universität Frankfurt am Main.

## Leben
Tröger studierte ab 1991 Rechtswissenschaften an der Universität München. Dort legte er 1996 sein Erstes Juristisches Staatsexamen ab. Nach den anschließenden Referendariat im Bezirk des Oberlandesgerichts München legte 1999 auch sein Zweites Staatsexamen ab. Im selben Jahr wurde er an der Universität Tübingen mit einer von Wolfgang Zöllner betreuten konzernrechtlichen Arbeit zum Dr. iur. promoviert. 2004 schloss er ein 2003 begonnenes Masterstudium an der Harvard Law School mit dem Titel Master of Laws ab. Nach einer Assistententätigkeit habilitierte Tröger sich 2011 in Tübingen und erhielt die Venia legendi für die Fächer Bürgerliches Recht, Europäisches Privatrecht, Handels- und Wirtschaftsrecht, Rechtsvergleichung. Im selben Jahr nahm er unter Ablehnung eines Rufes der Universität Passau einen Ruf der Universität Frankfurt am Main an. Dort hat er seitdem den Lehrstuhl für Bürgerliches Recht, Handels- und Wirtschaftsrecht inne. Seit 2014 ist er zudem assoziierter Professor am Institute for Monetary and Financial Stability.

## Werke
Trögers Forschungsschwerpunkte liegen vor allem im Vertragsrecht und der Vertragstheorie sowie im Unternehmensrecht, insbesondere der Corporate Governance und der Corporate Finance. Hinzu kommt das Bank- und Bankaufsichtsrecht sowie die Ökonomische Analyse des Rechts. Zu seinen Monographien gesellen sich zahlreiche Aufsätze in Fachzeitschriften sowie Kommentierungen zum Aktiengesetz und Personengesellschaftsrecht in Fachkommentaren.
- Treupflicht im Konzernrecht. Heymanns, Köln 2000, ISBN 978-3-452-24348-5 (Dissertation).
- Arbeitsteilung und Vertrag. Mohr Siebeck, Tübingen 2012, ISBN 978-3-16-150924-7 (Habilitationsschrift).